# Oreonoma consperata
Oreonoma consperata là một loài bướm đêm trong họ Geometridae.